# 洛阳东关清真寺
洛阳东关清真寺建于明代，于清代重修。位于瀍河区东关大街，被当地称为丝绸之路东起点。该寺拥有中国伊斯兰的建筑风格。